# Anna Lambe
Anna Lambe, född 25 september 2000 i Iqaluit, Nunavut, är en kanadensisk skådespelare.
Lambe har bland annat medverkat i TV-serierna Three Pines och True Detective. I TV-serien North of North spelar hon en av huvudrollerna som Siaja.

## Filmografi (i urval)
- 2022 – Three Pines (TV-serie)
- 2024 – True Detective (TV-serie)
- 2025 – North of North (TV-serie)